# Франсіско Орліч Болмарсіч
Франсіско Хосе Орліч Болмарсіч (ісп. Francisco José Orlich Bolmarcich; 10 березня 1907 — 29 жовтня 1969) — костариканський політик, тридцять перший президент Коста-Рики.

## Біографія
Мав хорватське коріння. Його мати походила з острова Крк. Освіту здобував у США, отримавши ступінь з економіки. Там же прожив чотири роки після завершення навчання. Повернувшись на батьківщину, працював у родинному бізнесі.
Політичну діяльність розпочав 1938 року, очоливши муніципалітет рідного міста Сан-Рамон. Під час громадянської війни 1948 року командував армією Національного визволення. Впродовж усієї кар'єри був найближчим соратником Хосе Фіґуереса Феррера.
У 1940—1944, 1946—1948 та 1953—1958 роках був депутатом Законодавчої асамблеї Коста-Рики. У 1948—1949 та 1953—1957 роках очолював міністерство громадських робіт. 1955 року був призначений на посаду верховного командувача Збройних сил під час вторгнення нікарагуанських військ.
1958 року вперше взяв участь у президентських виборах, але невдало. Друга спроба стала успішною — 1962 року його обрали на посаду голови держави.
За свого врядування сприяв вступу країни до Центральноамериканського спільного ринку, завершив будівництво національної дитячої лікарні та будівлі Верховного суду, а також автошляху, що сполучає Сан-Хосе з міжнародним аеропортом Хуан Сантамарія. Прискорив введення в експлуатацію низки об'єктів гідроенергетики, було збудовано костариканський нафтопереробний завод. Також Орліч створив систему національного планування, заснувавши відповідний орган влади. У той же час у країні загострились проблеми, пов'язані з дефіцитом державного бюджету, які довелось вирішувати вже його наступнику, Хосе Хоакіну Трехосу Фернандесу.
У період правління Орліча Болмарсіча зросла сейсмічна активність вулкану Ірасу, ліквідація наслідків постійних викидів попелу вимагала виділення серйозних додаткових бюджетних асигнувань. Для боротьби з надзвичайними ситуаціями президент створив департамент цивільного захисту населення.